# Burgwall Hühnerwinkel
Der Burgwall Hühnerwinkel ist das Relikt einer slawischen Niederungsburg in den Gemarkungen der Gemeinden Boock, Plöwen und Löcknitz im Landkreis Vorpommern-Greifswald in Mecklenburg-Vorpommern.

## Lage
Die gut sicht- und rekonstruierbare Burgwallanlage liegt am Rand des Plöwenschen Seebruchs. Die Anlage besteht aus mindestens drei Burgwällen, der Hauptburg und zwei kleineren Anlagen. Die einzelnen Wälle sind durch dammartige Aufschüttungen verbunden. Die Burganlage liegt im damaligen Stammesgebiet der Ukranen und soll von der früh- bis jungslawischen Zeit, also ca. vom 7. bis zum 13. Jh. genutzt worden sein. Zur Zeit ihrer Nutzung war die Burg von unwegsamem Moorland umgeben. Das angrenzende Seebruch war damals ein offenes Gewässer. Das Moor ist heute kultiviertes Grünland und wird durch Gräben entwässert. Im südlich an das Moorland angrenzenden Bereich, einer höher gelegenen zungenförmigen bewaldeten Platte aus Beckensanden, befindet sich eine Doppelwallanlage zum Schutz des Zuganges zur Burg. Im Schutz dieser Wälle soll eine Vorburg existiert haben. Unweit der Burgwallanlage findet sich ein spätslawisches Hügelgräberfeld.
Der Burgwall Hühnerwinkel ist Teil des Naturschutzgebietes Plöwensches Seebruch.

## Burgwall Hühnerwinkel (Bodendenkmal: Boock 25)

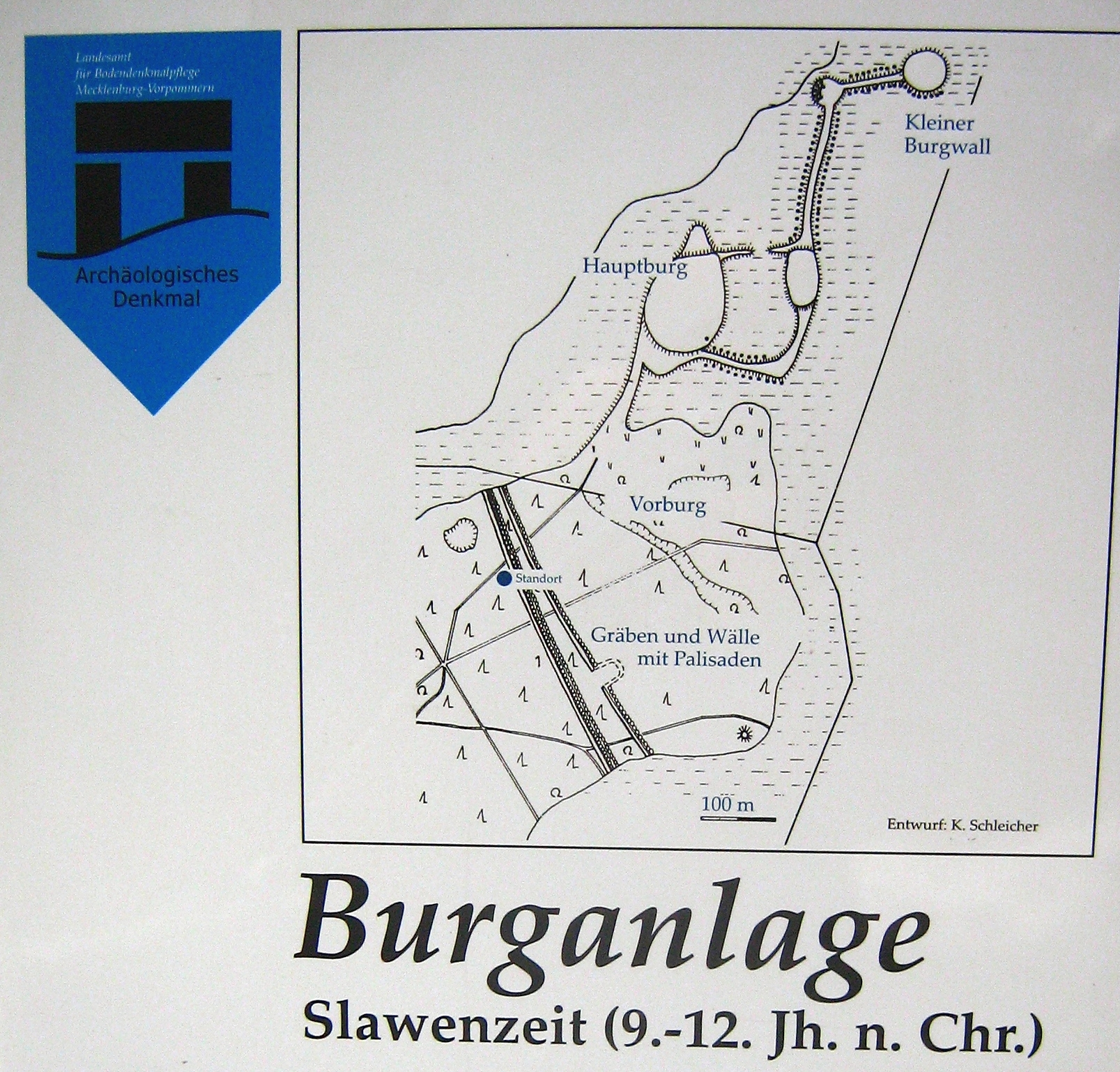
Burgwall Hühnerwinkel – Infotafel

Auf einer Strecke von mehr als 1000 m Länge und fast 400 m Breite erstreckt sich im Plöwenschen Seebruch eine mehrgliedrige Befestigungsanlage. Der Standort war wegen der natürlichen Schutzlage inmitten ausgedehnter Niederungen ideal für eine frühgeschichtliche Burg geeignet.
Bereits mehrere hundert Meter vor dem eigentlichen Burgwall war der Zugang durch ein doppeltes Wall- und Grabensystem mit Palisaden abgeriegelt. In dem dahinter liegenden, etwa 8 Hektar großen Areal befand sich die Vorburg mit Wohn- und Wirtschaftsgebäuden. Ein Damm führte von dort zur Hauptburg, die von einem hohen Wall aus Erde und Holz umgeben war und deren Innenfläche rund 80 × 100 m misst. Die Hauptburg ist über Dämme mit einem kleineren Burgwall von etwa 50 m Durchmesser verbunden.
Aus der Umgebung der Burganlage sind slawische Siedlungsstellen, ein Kultplatz und Gräberfelder bekannt, während Burgen vergleichbarer Größe fehlen. Dies deutet auf die besondere Rolle hin, die dieser Burganlage im slawischen Siedlungsgebiet zwischen Randow und Uecker zukam. In den historischen Quellen wird für dieses Gebiet im 11. bis 12. Jh. n. Chr. der Stamm der Ukranen genannt.
Die Burganlage wurde bereits 1887 untersucht. 1966 fanden Suchschnitte, 1975 und 1979 erneute Vermessungen und oberflächliche Erkundungen statt, gleiches auch 1985.

## Hauptburg
Das Zentrum der ausgedehnten Burganlage im Plöwenschen Seebruch bildete die Hauptburg, die über Dämme mit der Vorburg und dem kleinen Burgwall verbunden war. Der ringförmige Wall der Hauptburg ist heute noch gut zu erkennen.
Ursprünglich war der Wall sicher höher. Bei Ausgrabungen ähnlicher Burgen wurde festgestellt, dass der Wall eine Innenkonstruktion aus Holz hatte. Die gesamte Außenwand war mit Holz oder Steinen verkleidet, so dass mögliche Angreifer einer senkrechten, unüberwindlichen Wand gegenüberstanden.
Funde belegen, dass die Burganlage über einen Zeitraum von 400 bis 500 Jahren genutzt und erst im 12./13. Jahrhundert n. Chr. aufgegeben wurde.

## Kleiner Burgwall
Am äußersten Vorsprung inmitten der sumpfigen Niederungen befindet sich der Kleine Burgwall, der die Gesamtanlage nach Norden abschließt.
Als Zugang diente vermutlich eine hölzerne Brücke, die heute noch in Form eines Dammes sichtbar ist. Die Zeichnung auf der Info-Tafel vermittelt einen Eindruck des Kleinen Burgwalles und der Brücke, die ihn mit der Hauptburg verband. Bei Gefahr konnte dieser Zugang leicht unterbrochen werden.
Wegen seiner Lage war der Kleine Burgwall zum Schutz besonders empfindlicher Güter geeignet. Das kann zum Beispiel auch ein Götterbild gewesen sein, das in der Zeit der beginnenden Christianisierung vor Zerstörung geschützt werden sollte. Die Kulte der Slawen gerieten gerade in der letzten Nutzungsphase der Burganlage zunehmend unter Druck.